# گروه اطلاعات هوایی اسرائیل
گروه اطلاعات هوایی اسرائیل (انگلیسی: Air Intelligence Group) یا لامدان واحدی از نیروی هوایی اسرائیل است. مانند سایر نهادهای جمع‌آوری اطلاعات ارتش اسرائیل، این واحد نیز از نظر حرفه‌ای تابع اداره اطلاعات ارتش اسرائیل است.
لامدان مسئول تدوین تصویر اطلاعات هوایی است و به عنوان بخشی از جامعه اطلاعاتی اسرائیل در شکل‌دهی به دیدگاه کلی اطلاعات مشارکت دارد. این واحد چندین واحد تحقیق و جمع‌آوری، از جمله واحد کمک فنی (که قبلاً واحد عکاسی هوایی نام داشت) که عکاسی هوایی را تجزیه و تحلیل می‌کند و واحد زوم که تهیه هواپیماهای جدید را مطالعه می‌کند، را مدیریت می‌نماید. گروه اطلاعات هوایی همچنین در کنار شاخه اطلاعات بصری آمان و واحد اطلاعات بصری بخش اطلاعات دریایی فعالیت می‌کند. هم‌اکنون سرتیپ امیر گات فرماندهی گروه اطلاعات هوایی اسرائیل را برعهده دارد.